# تيري شارب
تيري شارب (بالإنجليزية: Terri Sharp)‏ هي كاتبة غنائية ومغنية أمريكية، ولدت في 24 مارس 1950، وتوفيت في 17 ديسمبر 2015.

## وصلات خارجية
- الموقع الرسمي
- تيري شارب على موقع ميوزك برينز (الإنجليزية)